# Rita Bottiglieri
Rita Bottiglieri (ur. 29 czerwca 1953 w Torre del Greco) – włoska lekkoatletka.

## Kariera
W 1975 została złotą medalistką igrzysk śródziemnomorskich w biegu na 100 m z czasem 11,79 s oraz srebrną w biegu na 400 m z czasem 53,34 s. W 1976 wystartowała na igrzyskach olimpijskich, na których odpadła w ćwierćfinale biegu na 400 m, zajmując 6. miejsce w swoim biegu z czasem 52,51 s. W 1977 zdobyła dwa brązowe medale halowych mistrzostw Europy: w biegu na 60 m i 60 m przez płotki. W 1978 została halową wicemistrzynią Europy na 400 m.
Reprezentantka kraju w pucharze Europy.
Mistrzyni Włoch na 100 i 200 m z lat 1975-1977 oraz halowa mistrzyni kraju w pięcioboju z 1974 oraz biegu na 60 m z 1975 i 1978.
Wielokrotna rekordzistka kraju w różnych konkurencjach.

## Rekordy życiowe
Na podstawie:
- bieg na 60 metrów (hala) – 7,34 s (San Sebastián, 13 marca 1977, Halowe Mistrzostwa Europy 1977)
- bieg na 100 metrów – 11,46 s (Florencja, 1 czerwca 1977)[9]
- bieg na 200 metrów – 23,15 s (Trzyniec, 6 sierpnia 1977)
- bieg na 400 metrów – 52,24 s (Turyn, 20 czerwca 1977)
- bieg na 400 metrów (hala) – 53,18 s (Mediolan, 12 marca 1978, Halowe Mistrzostwa Europy 1978)
- bieg na 60 metrów przez płotki (hala) – 8,37 s (San Sebastián, 13 marca 1977, Halowe Mistrzostwa Europy 1977)
- bieg na 400 metrów przez płotki – 56,76 s (Bolonia, 10 września 1980)[10]
- skok w dal – 6,44 m (Reggio nell’Emilia, 12 września 1976)